# Teucocranon microcallia
Teucocranon microcallia là một loài bướm đêm trong họ Noctuidae.